# 黃子平 (明朝)
黃子平（?—?），广东茂名人，明朝政治人物、进士出身。

## 生平
洪武十八年，登乙丑科进士，授监察御史。